# Fónyi Géza
Fónyi Géza (ered. Friml Géza, Trencsén, 1899. július 6. – Budapest, 1971. július 25.) Kossuth-díjas magyar festő, mozaikművész.

## Élete
1917-ben végzett a mintarajziskolában. 1917 és 1925 között a Magyar Képzőművészeti Főiskola hallgatója volt, Glatz Oszkár növendéke. 1921-ben rajztanári oklevelet szerzett, majd a festő szakon folytatta, Benkhard Ágost és Réti István tanítványa lett. A főiskola elvégzése után 1926-ban tanulmányutat tett Bécsben, később Párizsba, Londonba és Firenzébe utazott. Utazásai során a régi korok mesterei mellett előbb Cézanne, majd Braque volt rá nagy hatással. 1930-tól 1938-ig a Kölcsey Gimnáziumban, 1938-tól a Budapesti Műszaki Egyetemen tanított rajzot. 1946-tól haláláig tanított a Képzőművészeti Főiskolán freskófestészetet és mozaikművészetet. Az 1930-as években a nyaranként Tihanyban alkotott. A Képzőművészek Új Társaságának és az Új Művészek Egyesületének egyaránt tagja volt. 1936 és 1937 között ösztöndíjjal a római Collegium Hungaricumban dolgozott, útja során behatóan tanulmányozta a mozaikművészetet. A Farkasréti temetőben temették el.

## Művészete
Korai munkáit mesterének, Benkhard Ágostnak hatására a nagybányai plein air festészet szemléletmódja inspirálta. Az utazásai során szerzett klasszikus élmények hatására figurális képeit tömör formákból építkező monumentalitás, tájábrázolásait erőteljes kontúrok, komor színek jellemzik. Olaszországi útja után kezdett mozaikkal foglalkozni.
Első mozaikját 1942-ben készítette, technikai újítása a metlachi mozaik alkalmazása volt. Az 1950-es években több nagy murális munka elkészítését vállalta. 1945 után nyaranta Szentendrén dolgozott, 1946-tól tagja lett a szentendrei Régi Művésztelepnek. Az 1940-es évek második fele a festő legtermékenyebb időszakai közé tartozik. Hétköznapi témái a festő közvetlen környezetét jelenítik meg. Ekkor festett művein gyakran gyümölcsöstálat ábrázoló, színes csendéletek láthatók. Szénrajzain a műterembelső meghitt részletei láthatók. Fónyi művészete később is megőrizte jellegzetes téma- és színvilágát, a festő életműve az 1960-as években teljesedett ki, megmutatkozott, hogy mind az alakábrázolásban, mind a tájak hangulata és az enteriőrök megjelenítésében otthonosan mozog. Számos közgyűjtemény őzi alkotásait, köztük Szent István Király Múzeum, Székesfehérvár; Janus Pannonius Múzeum, Pécs; Kanizsai Városi Képtár, Nagykanizsa; Miskolci Képtár, Miskolc; Magyar Nemzeti Galéria, Budapest.

## Kiállításai (válogatás)[4]

### Egyéni
- 1961 • Csók Galéria, Budapest
- 1969 • Műcsarnok, Budapest (katalógussal)
- 1970 • Miskolci Galéria, Miskolc
- 1979 • Magyar Nemzeti Galéria, Budapest (emlékkiállítás, katalógussal)

### Csoportos
- KÉVE • Új Művészek Egyesülete, Budapest • Nemzeti Szalon, Budapest • Ernst Múzeum, Budapest • Műcsarnok, Budapest • Szentendrei Festők kiállításai
- 1967 • Collegium Hungaricum, Bécs.

### Köztéri művei

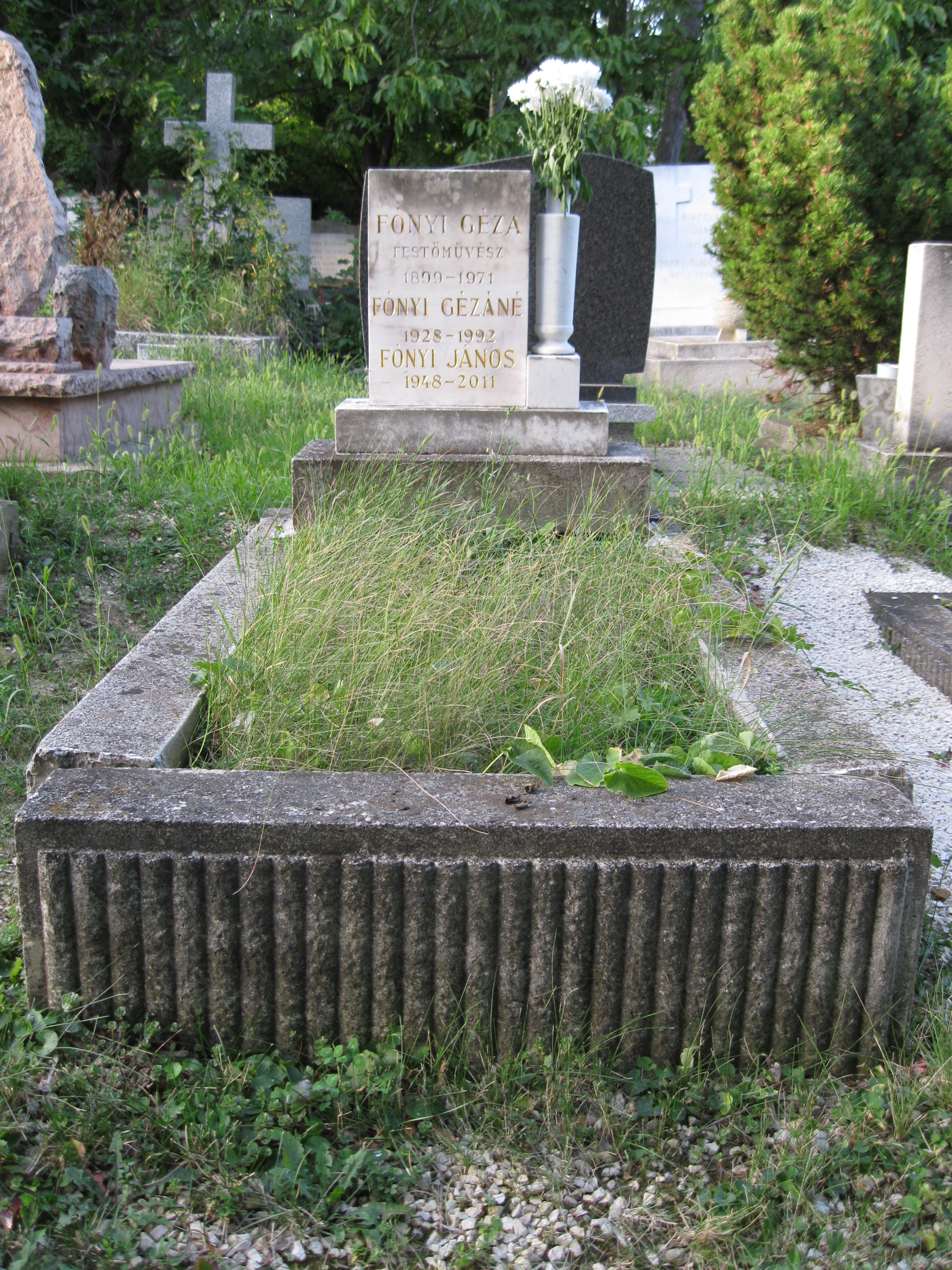
Sírja a Farkasréti temetőben

- Mozaik (1955-1957, Inota, Kultúrház)
- Mozaik (1965, Genf, WHO székház)
- Pannó (Dunaújváros, Központ Házasságkötő Terem)
- Mozaikpadló (Győr, Nádorvárosi templom)
- Mozaik (Pestszentlőrinci ravatalozó)
- Mozaik (Csorna, Csukás Zoltán Mezőgazdasági Szakközépiskola)
- Mozaik (Sashalom, Rendőrkapitányság).

## Elismerései, díjai
- Munkácsy Mihály-díj 1953, 1954, 1956
- Érdemes művész díj, 1965
- Kiváló művész díj, 1969
- Kossuth-díj II. fokozat 1970